# Pieśni Królestwa
Pieśni Królestwa – pieśni religijne używane przez Świadków Jehowy. Wspólnota ta uważa, że śpiewanie ich jest nieodłącznym elementem wielbienia Jehowy Boga. Od października 2016 roku w powszechnym użyciu jest 161 pieśni, zawartych w śpiewniku „Radośnie śpiewajmy Jehowie” wydanym w ponad 400 językach. Tytuł śpiewnika został zaczerpnięty z 1 Księgi Kronik 15:16.

## Historia
Na początku Badacze Pisma Świętego używali wielu powszechnie znanych pieśni i hymnów religijnych, znajdujących się w amerykańskich śpiewnikach różnych kościołów protestanckich. Niejednokrotnie układali własne słowa do melodii stworzonych przez takich kompozytorów, jak Ludwig van Beethoven, Fryderyk Chopin czy Joseph Haydn. W 1916 roku we współpracy z firmą fonograficzną Angelico Phonograph z Nowego Jorku Towarzystwo Strażnica opublikowało cykl nagrań zatytułowany „The Angelophone Hymns” zawierający 50 pieśni, które wykonywał znany kanadyjski baryton prof. Henry Burr, oraz 50 krótkich wykładów Charlesa T. Russella czytanych przez Harry’ego E. Humphreya. Pieśni te były wykorzystywane przez małe lub wiejskie zgromadzenia nie dysponujące własnym akompaniamentem muzycznym podczas zebrań religijnych. Pod koniec lat 30. XX wieku w większości zborów zaprzestano układania słów do znanych utworów klasycznych. Od tego czasu zwyczaj korzystania z pieśni na zebraniach przeszedł wiele zmian, a Świadkowie Jehowy zaczęli pracować nad własnym zbiorem pieśni, który charakteryzowałby ich wyznanie. W rezultacie teksty i melodie wszystkich pieśni śpiewanych obecnie zostały opracowane wyłącznie przez członków wyznania z różnych krajów.

### Pierwsze śpiewniki
- Pieśni Oblubienicy – pierwszy śpiewnik został wydany w roku 1879[10] i był zbiorem 144 pieśni[6][8]. Zgodnie z zawiadomieniem ze „Strażnicy” z września 1879 roku śpiewnik ten został rozesłany do oceny każdemu subskrybentowi tego czasopisma[11].
- Poematy i hymny brzasku Tysiąclecia – kolejny śpiewnik z 1890 roku; zawierał 151 wierszy i 333 pieśni. Większość była dziełem znanych pisarzy[6][8].
- Hymny poranne – Radosne pieśni poranne Syjonu – śpiewnik wydany w „Strażnicy” z dnia 1 lutego 1896 roku; opublikowano teksty 11 pieśni skomponowanych przez M.L. McPhaila[8].
- Radosne pieśni Syjonu na wszystkie zebrania chrześcijańskie – śpiewnik wydany w roku 1900; zbiór 82 pieśni, z których większość tekstów była autorstwa współwyznawczyni Gertrude Seibert (1864–1928)[8].
- Pieśni brzasku Tysiąclecia – z nutami – śpiewnik z zapisem nutowym opublikowany w 1905 roku, zawierający 333 pieśni, który wydany był pierwotnie bez nut w roku 1890. Zbiór ten wydano jeszcze w kilku innych językach, choć w skróconej wersji[8].
- Hymny Królestwa – z nutami – zbiór 80 pieśni z nutami – zwłaszcza dla dzieci i młodzieży, który ukazał się w 1925 roku[8].
- Pieśni na chwałę Jehowy – śpiewnik z roku 1928, obejmujący 337 nowszych i starszych pieśni[8][12][a][10].

### Nowsze wydania
Oto lista śpiewników opublikowanych począwszy od lat 40. XX wieku:
- Śpiewnik służby Królestwa – wydany w języku angielskim Kingdom Service Song Book w 1944 roku[9] (w języku polskim w 1949 roku), zawierający 62 pieśni z nutami[8], wydany w nakładzie 500 000 egz.[13].
- Pieśni na chwałę Jehowy – śpiewnik z 1950 roku, zawierający 91 pieśni; został przetłumaczony na 18 języków[9][8][14][13].

Śpiewanie pieśni ze śpiewnika „'Śpiewajcie Jehowie przy akompaniamencie muzyki rozbrzmiewającej w waszych sercach'” w czasie programu kongresu pod hasłem „Boskie zwycięstwo” w Chicago (1973)

- „Śpiewajcie Jehowie przy akompaniamencie muzyki rozbrzmiewającej w waszych sercach” – śpiewnik z 1966 roku, zawierający 119 pieśni. Melodie zapożyczone od innych kompozytorów zastąpiono własnymi. Sporządzono nagrania orkiestrowe całego śpiewnika i używano go jako akompaniamentu na zebraniach Świadków Jehowy. Nagrania melodii wydano na 10 płytach gramofonowych, później – na kasetach. Dokonano także kilku nagrań wokalnych[14][9]. Tekst pieśni wydano również brajlem[8][3].
- Wysławiajcie Jehowę w pieśniach – śpiewnik zawierający 225 pieśni. Ukazał się w j. angielskim w roku 1984[9], zaś w j. polskim w 1989 roku. W stosunku do poprzedniego wydania zmieniono melodie do dwóch pieśni oraz poczyniono poprawki w tekście; nie rozpisywano pieśni na cztery głosy. Zamiast tego dobrano prostszy akompaniament oraz dodano akordy gitarowe. Ukazały się wydania dla słabowidzących (odbite dużym drukiem), w wersji z nutami i bez nut, także wydanie dla niewidomych alfabetem Braille’a. Dla głuchoniemych przygotowano go w kilku wersjach języka migowego (w wersjach wizualnych na DVD i VHS oraz w wersji elektronicznej na CD (Biblioteka Strażnicy). Sporządzono również nagranie fortepianowe i orkiestrowe całego śpiewnika, których używano na zebraniach zborowych (aranżacja na fortepian) i kongresach (wersja orkiestrowa) jako akompaniament. Nagrania melodii wydano na 8 płytach gramofonowych, później – na kasetach oraz na CD. Dokonano również kilku nagrań wokalnych. Na końcu śpiewnika zamieszczono Skorowidz pieśni podzielony na 14 części – według tematyki tekstu pieśni[b]. Motto śpiewnika zaczerpnięto z Psalmu 96:1, 4 (NW):  „Śpiewajcie Jehowie, wszyscy ludzie na ziemi. Albowiem Jehowa jest wielki i nader godzien wysławiania”. Na wewnętrznych okładkach zamieszczono kolorowe ilustracje, ukazujące Dawida śpiewającego i grającego na harfie psalmy oraz śpiewaków świątynnych w starożytnej Jerozolimie[6][8].

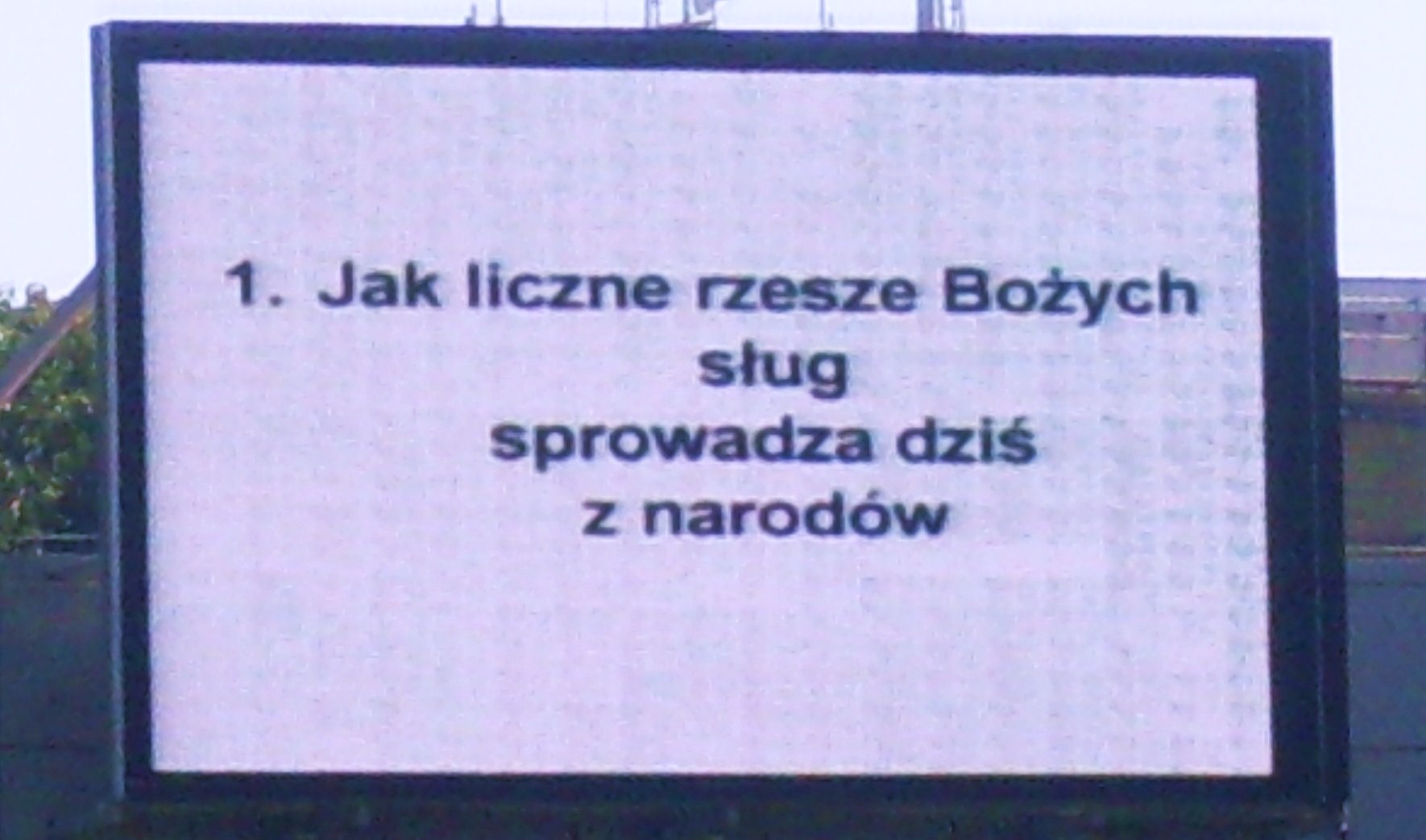
Fragment tekstu pieśni nr 99 ze śpiewnika „Śpiewajmy Jehowie” na telebimie podczas kongresu pod hasłem „Niech przyjdzie Królestwo Boże!” w Krakowie (2011)

- Śpiewajmy Jehowie – śpiewnik wydany w 2009 roku, dostępny w 234 językach, w tym w 28 migowych (w roku 2013 cały śpiewnik był dostępny w 116 językach, a w 55 innych dostępna była wersja skrócona zawierająca 55 pieśni)[16], który wykorzystywany był na zebraniach od stycznia 2010 roku do grudnia 2016 roku (w j. polskim do lipca 2017 roku); wydrukowany śpiewnik zawierał 135 pieśni (w wersji elektronicznej – 154 pieśni)[17]. Wydania dla słabowidzących (odbite dużym drukiem), w wersjach z nutami i bez nut, w 20 językach wydanie dla niewidomych zapisane alfabetem Braille’a (w tym polskim alfabecie Braille’a). Wydania dla głuchoniemych w 28 wersjach języka migowego, w tym w polskim języku migowym[c][18]. Śpiewnik nagrany został wizualnie na DVD oraz w wersji elektronicznej na DVD (poprzednio na CD) (Watchtower Library) i w wersji online na oficjalnej stronie Świadków Jehowy – jw.org dostępny w wersji: PDF, EPUB, RTF, MOBI, HTML, w plikach z tekstem transkrybowanym na wersje brajlowskie (BRL) i w językach migowych (M4V); w Bibliotece Internetowej Strażnicy oraz w telewizji internetowej JW Broadcasting (w wersji audio[19] oraz wideo[20][21]), także w darmowych aplikacjach na urządzenia cyfrowe JW Library oraz JW Library Sign Language. Sporządzono również nagrania fortepianowe oraz orkiestrowe całego śpiewnika, używane na zebraniach zborowych (aranżacja orkiestrowa[22]) i kongresach (wersja orkiestrowa) jako akompaniament. Część pieśni nagrano też w wersji wokalnej (także w wersji wokalnej śpiewanej przez dzieci[23][24]) oraz jako wideoklipy[20]. Motto śpiewnika zaczerpnięto z Psalmu 104:33 (NW): „Chcę śpiewać Jehowie przez całe życie; Bogu mojemu chcę grać, dopóki będę istniał”. W stosunku do poprzedniego wydania, zmieniono melodie kilku pieśni, by łatwiej było je śpiewać. W niektórych obniżono tonację, inne nieznacznie zmodyfikowano. Zmieniono też słowa wielu pieśni. Wiele pieśni skrócono do jednej-dwóch zwrotek (tylko nieliczne mają trzy zwrotki); do niektórych dodano refren. W większości pieśni tak ułożono tekst, by każda sylaba przypadała tylko na jedną nutę[25][26][27]. 4 października 2014 roku opublikowano trzy pierwsze nowe pieśni (nr 136–138), a kolejne z okazji zakończenia nauki 138 klasy Szkoły Gilead (nr 139–142) i Zgromadzenia Statutowego w dniu 3 października 2015 roku (nr 143–145), 5 lutego 2016 w ogłoszeniu podanym w telewizji internetowej JW Broadcasting (nr 146–150), w zamieszczonych tam nagraniach 10 czerwca 2016 (nr 152–154), 5 września 2016 w ogłoszeniu podanym w telewizji internetowej JW Broadcasting (nr 151), ze zrewidowanego śpiewnika „Radośnie śpiewajmy Jehowie”, który został wydany 1 października 2016 na Zgromadzeniu Statutowym[13]. Zawiera nowe pieśni. Słowa niektórych dotychczasowych zostały zmienione. Ma srebrzone brzegi i szarą okładkę[28].

### Nowy śpiewnik
‛Radośnie śpiewajmy Jehowie’ – zrewidowana wersja śpiewnika „Śpiewajmy Jehowie”. Śpiewnik ten został wydany w języku angielskim 1 października 2016 roku na dorocznym zgromadzeniu statutowym Towarzystwa Strażnica, a w kolejnych miesiącach w następnych językach. Dostępny w ponad 400 językach, w tym w 10 migowych. Zawiera 161 pieśni, w tym kilkanaście nowych. Do 31 marca 2024 było 151 pieśni. Teksty niektórych pieśni zostały zmienione. Ma srebrzone brzegi i szarą okładkę. Pieśni zostały ułożone w kolejności tematycznej. Zostały podzielone w 15 kategoriach, które są wymienione w skorowidzu na początku śpiewnika, zawiera też skorowidz tematyczny. Motto tytułu śpiewnika zostało oparte na słowach z 1 Księgi Kronik 15:16. Śpiewnik jest dostępny również w wersji online na oficjalnej stronie Świadków Jehowy – jw.org w wersji: PDF, MP3 i HTML, w Bibliotece Internetowej Strażnicy, w darmowej aplikacji JW Library i w wersji drukowanej, duży (z nutami i bez nut) i mały (z nutami) format. W przeszło 20 językach dostępne są wydanie dla niewidomych zapisane alfabetem Braille’a (w tym w polskim alfabecie Braille’a). Wydania dla głuchoniemych w przeszło 30 wersjach języka migowego, w tym w polskim języku migowym. Pieśni nagrano też w wersji wokalnej (początkowo dostępne w języku angielskim). Słowa pieśni zostały zmienione między innymi po to, żeby dostosować je do zrewidowanego wydania Pisma Świętego w Przekładzie Nowego Świata z 2013 roku. Wymagało to usunięcia lub zastąpienia wyrażeń, których nie ma już w tym przekładzie. Usunięto też wyrażenia, które w różnych językach wyszły z użycia. Poza tym dodano nowe pieśni mówiące o działalności kaznodziejskiej i wyrażające wdzięczność za okup Jezusa Chrystusa.
Od 1 stycznia 2017 roku śpiewnik jest dostępny w plikach wideo zawierających podkład muzyczny i tekst pieśni. Dzięki temu tekst może być wyświetlany na ekranie w trakcie śpiewania na zgromadzeniach, kongresach i zebraniach zborowych. Od 1 stycznia 2017 roku pieśni z tego śpiewnika są używane na zebraniach zborowych, kongresach i innych zgromadzeniach (początkowo w zborach i grupach posługujących się j. angielskim, a w kolejnych miesiącach w pozostałych językach).

## Pieśni
W pieśniach śpiewnika „‛Radośnie śpiewajmy Jehowie’” zawarto różne aspekty służby chrześcijańskiej. Wszystkie tytuły pieśni zostały zaczerpnięte z Pisma Świętego. Nazwiska kompozytorów i autorów pieśni nie zostały podane do publicznej wiadomości – podobnie, jak w przypadku innych wydawnictw Towarzystwa Strażnica. Przy każdym tytule pieśni podano werset biblijny, na którym jest ona oparta oraz dodatkowe wersety (pod tekstem pieśni), do których nawiązuje treść. Świadkowie Jehowy są pouczani o szacunku względem tych pieśni, z racji używania ich głównie w praktykach religijnych. Oznacza to na przykład, że nie powinno się używać ich do tańca albo adaptować do muzyki pop lub rockowej. Niektóre z pieśni ułożyli niemieccy Świadkowie Jehowy osadzeni w hitlerowskich obozach koncentracyjnych (np. tak powstała pieśń nr 61 Odwagi, Świadkowie! skomponowana przez Ericha Frosta) lub w izolatkach więziennych (tak powstała pieśń nr 83 pt. Od drzwi do drzwi, skomponowana przez misjonarza Harolda Kinga, przebywającego prawie 5 lat w izolatce chińskiego więzienia).
Od roku 2018, każdego roku z okazji kongresu powstaje nowa pieśń, która jest śpiewana na zakończenie całego trzydniowego programu. Od roku 2024 na każdym zgromadzeniu statutowym Towarzystwa Strażnica wydawana jest nowa pieśń oparta na corocznej myśli przewodniej.

## Wykorzystanie
Podczas każdego zebrania zborowego w Sali Królestwa (w wyjątkowych sytuacjach w formie wideokonferencji) są śpiewane zazwyczaj trzy pieśni. Zebranie rozpoczyna i kończy pieśń i modlitwa; trzecia pieśń rozdziela zebranie w weekend: wykład publiczny i studium Strażnicy oraz śpiewana jest po drugiej części zebrania w tygodniu „chrześcijańskiego życia i służby” (pomiędzy częściami „ulepszajmy swą służbę” a „chrześcijański tryb życia”). Śpiewane pieśni zwykle dotyczą omawianego tematu. Pieśni śpiewane podczas zebrania w tygodniu chrześcijańskie życie i służba i zebrania w weekend studium Strażnicy są z góry wyznaczone w programie tych zebrań, publikowanym odpowiednio w dwumiesięczniku „Chrześcijańskie życie i służba – program zebrań” oraz w czasopiśmie „Strażnica Zwiastująca Królestwo Jehowy – wydanie do studium”, a także online w Bibliotece Internetowej Strażnicy i w darmowych aplikacjach JW Library oraz JW Library Sign Language. Pieśni śpiewane podczas wykładu publicznego wybierane są przez mówcę; dobiera je odpowiednio do tematu wygłaszanego przemówienia. Pieśni śpiewane są podczas kongresów i zgromadzeń obwodowych, a także towarzyszą niektórym wydarzeniom w Betel. Podkłady muzyczne pieśni odtwarzane są również przed i po zebraniach zborowych na Sali Królestwa. Na kongresach regionalnych, przed każdą z sesji przed i popołudniowych, przedstawiany jest 10-minutowy, filmowy program muzyczny, oparty na pieśniach Królestwa, a na zgromadzeniach obwodowych – program muzyczny (wersja audio). Ma on pomóc zebranym w przygotowaniu serc i umysłów do odbioru przedstawianych myśli.
Pieśni nawiązujące do biblijnej nauki o zmartwychwstaniu śpiewane są podczas pogrzebów (np. Jego głos usłyszą zmarli [pieśń nr 151]).
Podczas ceremonii ślubnej w Sali Królestwa Świadkowie Jehowy wykorzystują stosowne Pieśni Królestwa (np. Połączeni przez Boga [pieśń nr 131]) zamiast tradycyjnego Marsza weselnego Mendelssohna, który może być wykorzystany podczas ślubu w urzędzie stanu cywilnego.

## Melodie Królestwa jako akompaniament i nagrania wokalne
W 1980 roku przygotowano pierwsze nagrania Melodii Królestwa w wersji orkiestrowej do słuchania, opartej na pieśniach ze śpiewnika Wysławiajcie Jehowę w pieśniach. Do roku 2000 wersję wydano na 9 płytach CD oraz na kasetach audio. Obecnie nagrania dostępna są online na jw.org, jako MP3 i inne pliki dźwiękowe.
Akompaniament z wersji fortepianowej i orkiestrowej dostępny jest na CD, w formacie MP3, online w plikach dźwiękowych oraz w darmowej aplikacji na urządzenia cyfrowe JW Library. Akompaniament z wersji orkiestrowej wykorzystywany jest podczas śpiewania pieśni na zebraniach zborowych oraz na większych zgromadzeniach (kongresach).
Istnieją również nagrania wokalne – wykonane przez chór (wszystkich pieśni w języku angielskim, i niektórych w języku polskim).
Z byłego śpiewnika Śpiewajmy Jehowie! – nagrania wokalne w ponad 40 językach (również w j. polskim), 6 płyt CD, także online oraz w JW Library, a ze śpiewnika – Wysławiajcie Jehowę w pieśniach – nagrania wokalne na CD i kasetach audio w języku angielskim i niemieckim oraz część na kasecie audio w języku amharskim.
W roku 2013 Świadkowie Jehowy zaczęli publikować filmy z piosenkami dla dzieci oraz wersje wokalne pieśni wykonywane przez dzieci. Od października 2014 roku w oficjalnej telewizji internetowej Świadków Jehowy JW Broadcasting (oraz w darmowej aplikacji na urządzenia cyfrowe JW Library i serwisie internetowym jw.org) ukazują się co miesiąc nowe kolejne wideoklipy z serii Pieśni umacniające wiarę.

## Orkiestra
Orkiestra składa się obecnie z 75 muzyków–wolontariuszy, Świadków Jehowy z 16 krajów położonych w różnych częściach świata, którzy na własny koszt dwa razy w roku przyjeżdżają do Centrum Szkoleniowego Towarzystwa Strażnica w Patterson w stanie Nowy Jork, aby tam nagrać muzykę do filmowego programu muzycznego rozpoczynającą każdą sesję kongresu oraz programu muzycznego rozpoczynającego każdą sesję zgromadzeń obwodowych. Orkiestra nagrywa również podkład muzyczny do Pieśni Królestwa, filmów i słuchowisk oraz specjalnych wideoklipów muzycznych.